# Fort Santiago
Le Fort Santiago (espagnol : Fuerza De Santiago), (tagalog : NG Santiago de Moog) est une citadelle construite à l'origine par le conquérant espagnol, Miguel López de Legazpi pour la nouvelle ville de Manille, aux iles Philippines, rattachées à l'empire colonial espagnol. Cette forteresse forme la pointe péninsulaire de la partie ancienne de la ville de Manille qui est appelée ' Intramuros'.
Le fort est l'un des sites historiques importants de Manille. Plusieurs héros de l'histoire nationale des Philippines ont connu ses prisons et y ont perdu la vie durant la période coloniale espagnole et la Seconde Guerre mondiale. Ainsi José Rizal, héros national des Philippines, y a été emprisonné avant son exécution en 1896. Le musée-sanctuaire de Rizal présente des souvenirs de celui-ci et le fort possède, gravés dans le bronze sur le sol, les derniers pas de Rizal, dans sa dernière marche de sa cellule vers l'emplacement de son exécution.

## Historique
L'emplacement du fort Santiago était par le passé occupé par la palissade d'un fort, équipé d'armes à feu en bronze, du raja Sulaiman II, chef des musulmans de la Manille pré-espagnole. Elle a été détruite par le « maestre de campo » (maître-de-camp) Martin de Goiti qui, en arrivant en 1570 de Cebu, a mené plusieurs batailles contre les indigènes musulmans. Les Espagnols ont commencé à construire le fort Santiago ("Fuerte De Santiago") après leur établissement de la ville de Manille, le 24 juin 1571, et ont fait de Manille la capitale des îles nouvellement acquises.
Le premier fort était une structure faite de troncs de palmiers, de rondins et de terre. La plus grande partie fut détruite quand la ville a été attaquée par les pirates chinois menés par Limahong. Martin de Goiti a été tué pendant le siège. Après un conflit féroce, les Espagnols sous la direction de Juan de Salcedo ont repoussé les pirates dans la province de Pangasinan, au nord, puis hors du pays.
La reconstruction du fort en pierre a commencé en même temps que celle des premiers remparts d'Intramuros, en 1590 et s'est achevée en 1593, pendant le gouvernorat de Gómez Pérez Dasmariñas. Les pierres utilisées étaient du tuf volcaniques extraites de Guadalupe (aujourd'hui Gualupe Viejo à Makati).
Le fort laissé par Dasmariñas était une structure crénelée sans tour, de forme trapézoïdale, dont les murs gris pointent vers l'embouchure de la Pasig. Les voûtes ont soutenu une plate-forme ouverte d'arme à feu ci-dessus, appelé la batterie de Santa Barbara, le saint patron de tout bon artilleurs. Des arches supportent une plate-forme d'artillerie ouverte, appelée la batterie de Santa Barbara, du nom de la sainte patronne des artilleurs. Ces arches forment des réduits permettant l'installation d'une rangée inférieure de bouches à feu tirant par des embrasures. Des murs du caractère le plus simple, sans contreforts ni fortifications intérieures, prolongent les flancs pour former une quatrième paroi face à la ville.

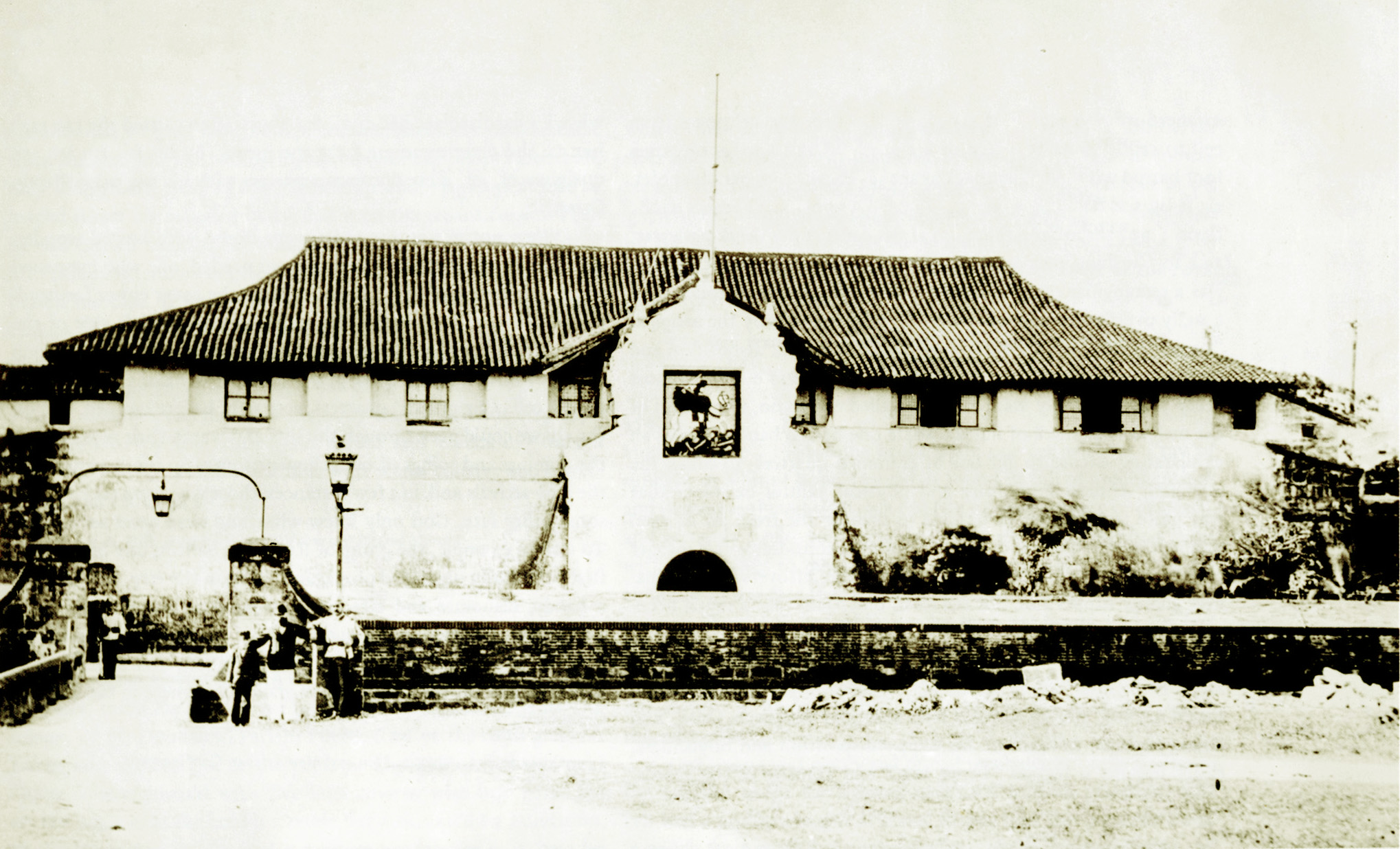
La porte du fort avant juillet 1880.

En 1714 ont été construits la porte monumentale du fort Santiago ainsi que des baraquements. Les tremblements de terre de Luçon de juillet 1880, qui ont détruit une grande partie de la ville de Manille, ont aussi détruit le bâtiment qui l'accompagnait, changeant complètement son aspect.
Dans les années 1730, sous la direction de Fernándo Valdés y Tamon, on a ajouté à l'avant du bastion de Santa Barbara une grande plate-forme semi-circulaire d'arme à feu, la « media naranja » (moitié d'orange) et une autre plus petite le long du fleuve. Les casemates inférieures ont alors été comblées et les embrasures fermés. Fernándo Valdés y Tamon a aussi fait remplacer le mur faisant face à la ville par un bastion. Un parapet bas, longeant le fossé intérieur, relie les deux bastions.
Le 13 août 1898, le drapeau américain a été élevé sur le fort Santiago, signalant le début de l'occupation américaine des Philippines. Le fort a servi de quartier général à l'armée américaine, qui y a effectué certaines modifications.

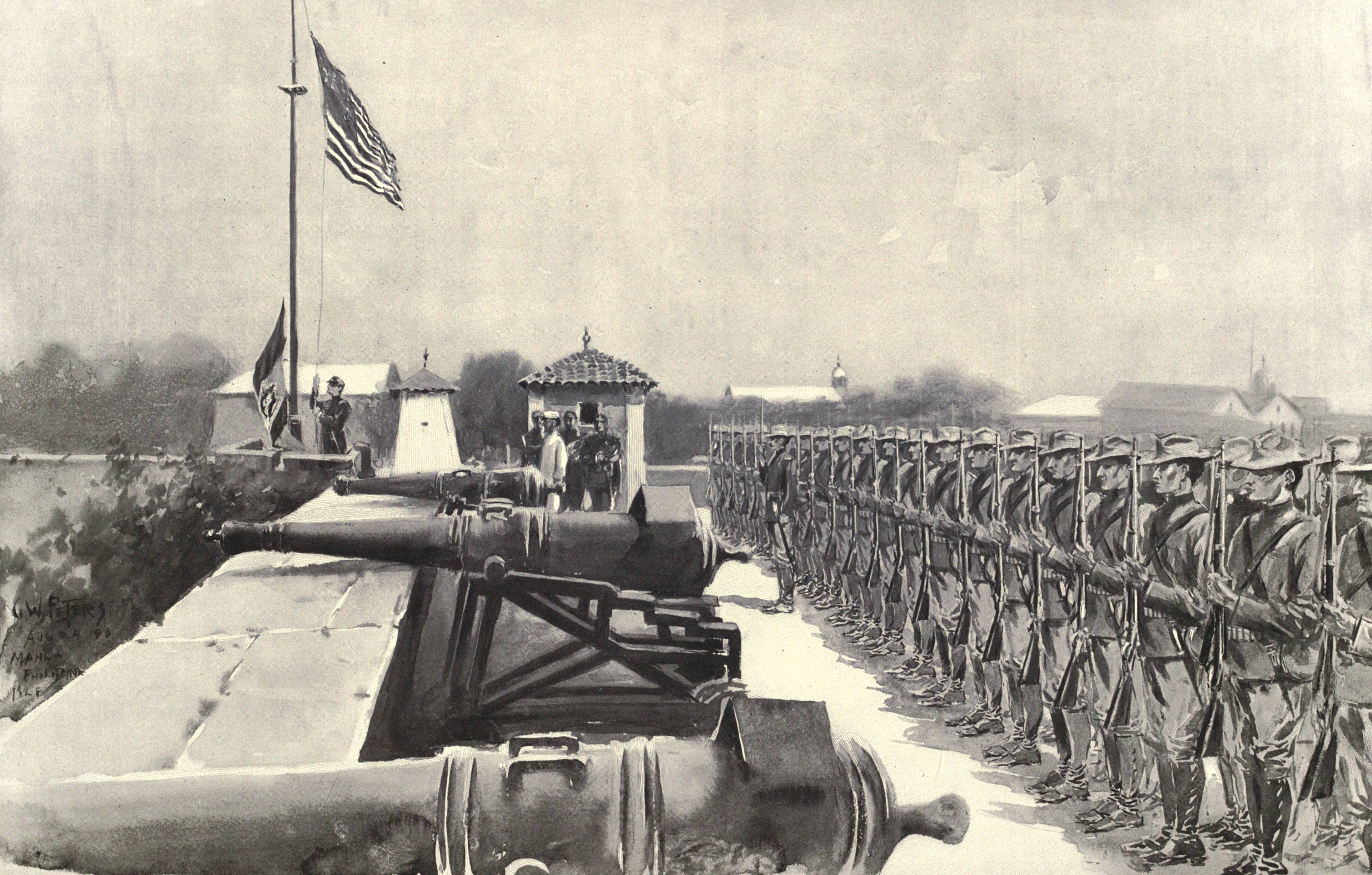
Le hissement du drapeau américain au Fort Santiago (illustration de 1899).

Pendant la Seconde Guerre mondiale, le fort Santiago a été capturé par l'armée impériale japonaise, qui a utilisé ses prisons et ses cachots, y compris les réserves et la poudrière, pour enfermer des centaines de prisonniers, qui ont été tués près de la fin de la guerre (voir massacre de Manille). Le fort a été gravement endommagé par les obus de mortier américains et philippins pendant la bataille de Manille en février 1945.